# Pegadomyia nasuta
Pegadomyia nasuta är en tvåvingeart som beskrevs av Rozkosny och Kovac 2008. Pegadomyia nasuta ingår i släktet Pegadomyia och familjen vapenflugor. Inga underarter finns listade i Catalogue of Life.